# Chesterton (Indiana)
Chesterton è una città degli Stati Uniti d'America, situata nello Stato dell'Indiana e in particolare nella Contea di Porter.